# Politique qualité
 (mars 2021).
Si vous disposez d'ouvrages ou d'articles de référence ou si vous connaissez des sites web de qualité traitant du thème abordé ici, merci de compléter l'article en donnant les références utiles à sa vérifiabilité et en les liant à la section « Notes et références ».
La politique qualité est définie dans la Norme ISO 9000 comme les "orientations et intentions générales d'un organisme relatives à la qualité telles qu'elles sont officiellement formulées par la direction".
La politique qualité permet de traduire les attentes et besoins des clients et la stratégie correspondante de l'organisation tout en prenant compte la culture de l'organisation, ses marchés et son secteur.
De manière générale, la politique qualité doit être en accord avec la politique générale de l'organisation dont elle est une des composantes.
La politique qualité, une fois définie, formulée, diffusée et comprise, incarnera la ligne directrice pour les employés et aidera dans la prise de décision vers un but commun et partagé.
Les objectifs qualité reprendront les grandes lignes de la politique qualité et ainsi la concrétiseront de manière opérationnelle en déterminant les résultats escomptés. Ils doivent donc être cohérents avec la politique qualité.

## Comment mesurer la qualité d'un produit?
La qualité d’un produit ou d’un service « est son aptitude à satisfaire les besoins actuels ou futurs de l’utilisateur dans les meilleures conditions de délai et de coût ».
Les outils d'évaluation permettent de mesurer que la qualité d'un produit, d'un processus ou d'un système respecte des dispositions établies.
L'utilisation d'outils d'évaluation concourt à l'amélioration des résultats de l'entreprise.
Il existe de nombreux outils d'évaluation, en voici quelques exemples :
- Enquête de satisfaction : La mesure de la satisfaction des clients est au cœur de toute démarche qualité dans toute unité. Celle des collaborateurs (baromètre social) s'inscrit dans le même esprit.
- Évaluation des fournisseurs : Les produits/services en entrée du processus production conditionnent la qualité du produit livré au client. Pour maîtriser ses achats, il convient pour tout organisme de mettre en place des mesures adéquates comme l’évaluation des fournisseurs.
- Audit Qualité : Un audit qualité est une évaluation prenant la forme d’un constat formel du respect d’un référentiels ou de dispositions préétablies. Le constat identifie des écarts par rapport au référentiel ou dispositions.
- Benchmarking : Forme moderne d'acquisition de savoir, c'est une démarche destinée à améliorer les performances de l'organisme en comparant les techniques de gestion, d’organisation de son organisme à celles des meilleurs dans chaque métier, les "best in class".
- Analyse de la valeur : Une méthode de travail en groupe centrée sur le client, principe fondamental, étapes de la méthode, moments clés facteurs de réussite.
- L'évaluation des pratiques professionnelles (EPP), notamment en santé afin d'améliorer les pratiques professionnelles via une évaluation formative.

## La mise en place d'une politique qualité pour assurer la qualité d'un produit

### Généralités sur la qualité
La Norme ISO 9000 donne de la qualité la définition suivante :
- « ensemble de propriétés et caractéristiques d’un produit ou d’un service qui lui confèrent l’aptitude à satisfaire des besoins exprimés ou implicites ».
- La notion de condition suffisante est indispensable pour éviter de tomber dans le piège de sur-qualité.

L’importance des normes:
- les normes jouent un rôle important pour améliorer les niveaux de qualité, de sécurité, de fiabilité et d’efficacité.

ISO (International Organisation for Standardisation) :
- l’ISO a pour principale activité l’élaboration de normes techniques.
- Les normes ISO servent également à protéger les consommateurs, et les utilisateurs en général, de produits et de services, ainsi qu’à leur simplifier la vie.
- Il ne faut pas oublier que la qualité est vecteur de compétitivité.

Les formes de qualité :
- Dans la pratique, la qualité se décline sous deux formes qui sont la qualité externe et interne et il est difficile de faire de la qualité externe sans qualité interne.

### La mise en place de la qualité dans une entreprise par l’assurance qualité
L'assurance qualité est considérée comme l’ensemble des actions nécessaires pour donner la confiance appropriée pour qu’un produit ou service satisfasse aux exigences données relatives à la qualité.
Quels sont les moyens de l’assurance qualité ?
- La série ISO 9000
- Ou bien utilisés d’autres outils par exemple: audit qualité, contrôle par échantillonnage, plans d’expériences, plans d’action…

## Normes ISO 9000: Management de la qualité
Si une organisation souhaite savoir comment améliorer la qualité de ses produits et services et continuer à répondre aux besoins de ses clients, elle peut se tourner vers l'ISO. La série de normes ISO 9000 a été développée, y compris la plupart des normes ISO les plus connues pour aborder tous les aspects de la gestion de la qualité.

### Comment choisir et appliquer les normes ISO 9000?
La série ISO 9000 de normes et de directives internationales relatives au management de la qualité a été reconnue dans le monde entier et est devenue la base de l'établissement d'un système de management de la qualité (SMQ) efficace et efficient.
Alors que de plus en plus d'organisations et d'entreprises opèrent dans l'économie mondiale en vendant ou en achetant des produits et services qui ne proviennent pas de leur marché d'origine (local), il est important d'avoir des normes internationales.
Le Comité technique ISO (ISO / TC 176: gestion et assurance de la qualité) est responsable de la formulation et du maintien des normes de la série ISO 9000. Afin de répondre aux besoins et aux attentes des utilisateurs et du marché lui-même, préparer et mettre à jour en permanence des normes et autres documents justificatifs comprenant des lignes directrices.
Le comité technique a présenté la série de normes ISO 9000 en général et expliqué comment les utiliser pour améliorer votre SMQ. Il décrit ces normes et explique comment elles forment ensemble la base de l'amélioration constante et de l'excellence commerciale.
ISO 9001 spécifie les exigences de base du SMQ que les organisations souhaitant prouver doivent satisfaire. La capacité de continuer à fournir des produits qui répondent aux exigences des clients, aux lois et aux réglementations applicables. Cette norme peut être utilisée à des fins de certification et de contrat par les organisations souhaitant leur accréditation SMQ. ISO 9001 est présenté dans un format facile à utiliser et rédigé dans des termes reconnus par toutes les industries.
Avant d'adopter l'ISO 9001, afin d'obtenir des résultats suffisants, il est fortement recommandé d'utiliser l'ISO 9000 pour se familiariser avec les concepts et principes de base du SMQ et du vocabulaire normatif. Les pratiques décrites dans ISO 9004 peuvent ensuite être appliquées pour améliorer l'efficacité du SMQ dans la réalisation des objectifs opérationnels.
Les normes ISO 9001 et ISO 9004 ont été rédigées de façon à pouvoir être mises en relation avec d’autres systèmes de management (environnemental par exemple) ou avec des exigences sectorielles (par exemple ISO/TS 16949 pour l’industrie automobile, AS 9100/EN9100 pour l’aviation, l’aérospatiale et la défense, TL 9000 pour les télécommunications) et pour vous aider à obtenir une reconnaissance par le biais de programmes de prix nationaux ou régionaux.
La norme ISO 9001 version 2015 est un exemple très adapté aux PME et TPE. 

### Appliquer les normes ISO pour être compétitifs à l’international
La norme ISO représente la certification des entreprises qui suivent les règles du développement durable pour la qualité, la bonne gestion, le respect de l'environnement et même de la consommation d'énergie. Bien que les entreprises ne soient pas obligées de se conformer aux normes ISO, elles ont un impact significatif sur l'image de marque et le sens économique d’une entreprise.
Les normes ISO fournissent également aux entreprises des labels de référence reconnus pour leurs produits et services, leur donnant la possibilité de se différencier des concurrents qui ne respectent pas ces normes. Cet avantage touche particulièrement les petites et moyennes entreprises, grâce aux normes ISO, elles peuvent plus facilement trouver leur place sur les marchés nationaux et internationaux.
Le respect des normes ISO permet également à l'entreprise de renforcer sa réputation et la confiance de ses clients. Enfin, comme les normes ISO fournissent des solutions pour les processus de fabrication et même la gestion, l'efficacité peut être améliorée.

### Exemple d'une entreprise appliquant les normes de la famille ISO 9000: se plier aux exigences pour satisfaire ses clients
Une entreprise de fabrication de pièces métalliques, reconnaissant la nécessité de démontrer son aptitude à produire systématiquement des produits de qualité, a mis en œuvre un SMQ (système de management de la qualité) fondé sur ISO 9001:2008 et doit maintenant obtenir la certification de conformité à ISO 9001:2015. Elle a examiné la matrice des correspondances entre ISO 9001:2008 et ISO 9001:2015 et constaté que les exigences de base de son SMQ pouvaient être conservées. Les Annexes A et B d’ISO 9001:2015 ont fourni un complément d’informations pour effectuer une analyse des écarts. L’entreprise a ensuite décidé de conserver les informations documentées dans leur manuel qualité, de même que la structure du SMQ après avoir évalué l’implication de l’approche par les risques. Par la suite, en vue de répondre à l’appel d’offres d’un grand constructeur automobile pour la fourniture de pièces, l’entreprise a mis à niveau son système qualité en référence aux exigences sectorielles de l’ISO/TS 16949.

#### Des opportunités d’exportation: aider les entreprises en difficulté des pays en développement
L’Afrique est dotée de nombreuses ressources qui offrent autant d’opportunités à l’export sur le marché mondial. Mme Gadzikwa (directrice générale et secrétaire de l'Association des normes du Zimbabwe) fait remarquer que, comme c’est le cas ailleurs dans le monde, les 55 pays du continent africain ne sont pas tous au même stade de développement. Elle met aussi l’accent sur le fait que « les normes sont un outil permettant de définir et de faire respecter des règles du jeu équitables dans le cadre d’un marché unique pour promouvoir tant le commerce intra-africain que le commerce mondial ». Par ailleurs, elle fait remarquer que « les organisations de petite taille ou de taille moyenne ont tout à gagner d’une approche plus inclusive de la normalisation leur permettant de contribuer à la croissance économique sur le continent ».
De l’avis de Khemraj Ramful (Conseiller principal sur la Gestion de la qualité des exportations), de l’ITC, le manque d’harmonisation des règlements techniques entre pays africains pourrait entraver la capacité des entreprises à bénéficier pleinement des avantages de l’accord de libre-échange du continent africain. Selon lui, « c’est dans ce contexte que l’ORAN (Chambre de Commerce et d'Industrie de l’Oranie) et les organismes nationaux de normalisation peuvent jouer un rôle plus important, en encourageant le recours aux normes harmonisées comme point de départ des règlements techniques ».
Ramful, quant à lui, mentionne trois axes pour permettre aux pays en développement de tirer pleinement parti des normes internationales en vue de faciliter le commerce :
- Les pays en développement doivent participer plus activement à l’élaboration des normes internationales afin que celles-ci tiennent compte des points de vue des parties prenantes des pays en développement.
- Les normes internationales doivent être plus accessibles aux entreprises, en particulier aux PME qui créent la grande majorité des emplois tant dans les pays en développement que dans les pays développés.
- Des normes bien conçues ne peuvent à elles seules établir des règles du jeu équitables. Les membres nationaux des organismes internationaux à activités normatives doivent accompagner les travaux de normalisation tout en s’efforçant de promouvoir les normes auprès de leurs parties prenantes au niveau national et de réduire les contraintes liées à la conformité.

### ISO 9000 - Des normes en constante amélioration
Dans le but de préserver l’efficacité de la famille ISO 9000, les normes sont périodiquement examinées afin de tirer parti des innovations en management de la qualité et des réactions des utilisateurs. L’ISO /TC 176, qui est composé d’experts venant d’entreprises et d’autres organisations dans le monde, surveille l’utilisation des normes pour voir comment les améliorer encore pour répondre aux besoins et aux attentes des utilisateurs lors du prochain cycle de révision. Toutes les normes ISO sont examinées régulièrement de manière à s’assurer qu’elles restent pertinentes. Lorsqu’il s’avère nécessaire d’apporter des améliorations à une norme, il est procédé à des modifications.
En se fondant sur les apports de la communauté des utilisateurs, l’ISO /TC 176 continuera d’évaluer et d’adopter de nouveaux concepts dans le domaine du management de la qualité en vue de les intégrer dans les normes ISO. Il peut s’agir notamment d’initiatives sectorielles et de documents de soutien faisant partie de la famille ISO 9000. La plupart des comités techniques de l’ISO tiennent compte de la structure d’ISO 9001 lorsque de nouvelles normes de systèmes de management sont élaborées à d’autres fins ou pour des finalités particulières.
Par son engagement à maintenir la dynamique ISO 9000 par le biais de la révision, de l’amélioration et de la simplification des normes, l’ISO garantit que votre investissement dans ISO 9000 aujourd’hui continuera de produire des solutions de management efficaces et durables pendant longtemps encore.